# 中央市立田富北小学校
中央市立田富北小学校（ちゅうおうしりつ たとみきたしょうがっこう）は、山梨県中央市にある公立の小学校である。2006年（平成18年）2月20日の田富町、玉穂町、豊富村との合併に伴い、「田富町立田富北小学校」から「中央市立田富北小学校」へ改称。

## 概要
山梨県中央市の公立小学校であり、1984年（昭和59年）に開校した。
在学生は、田富地区（旧 田富町）のうち、田富北小学区(田富町北部)に居住する児童である。

## 所在地
〒409-3844
山梨県中央市臼井阿原1740-3
- 最寄駅 JR身延線 東花輪駅徒歩25分

## 沿革
- 1984年（昭和59年）4月2日 - 開校・第1回入学式
- 2006年（平成18年）2月20日 - 田富町、玉穂町、豊富村との合併に伴い、「田富町立田富北小学校」から「中央市立田富北小学校」へ改称。
- 2016年（平成28年）6月9日 - 中央市教育委員会は田富北小学校移転説明会を保護者を対象に実施。

## 学校行事
- 秋季大運動会

## 学校周辺
- 中央市立田富中学校
- 中央市立田富小学校
- 山梨県流通センター
- オギノ田富リバーシティ店
- アピタ田富店
- 中央市民体育館
- 中央市民プール
- 田富ふるさと公園

## リニア中央新幹線の影響による移転計画
JR東海が工事を進めるリニア中央新幹線のルートが田富北小学校の敷地を横断するように決定された。それにより、中央市教育委員会は校舎移転を検討している。中央市教育委員会は平成28年6月9日に田富北小学校の保護者を対象に移転説明会を実施。市教育委員会は、同校南にある、中央市民体育館と中央市民プールを解体し、跡地に移転させる考えを示した。ルートにかぶらない現在の校庭には小学校の体育館・プールを建設する。通学路に変更も無く、距離もあまり離れなかったことから保護者からの異議もなかった。2022年度の完成を目指す方針。今後、市民向けに移転説明会を実施して正式決定する予定。

## 出身者
- 平野美宇 - 卓球選手
- 村松雄斗 - 卓球選手

## 関係項目
- 山梨県/中央市
- 山梨県小学校一覧